# 青塘水
青塘水，位于中华人民共和国广东省北部，是滃江左岸支流，上游又称回龙河，发源于新丰县西部沙田镇的分水坳顶，向西北流经新丰县回龙镇和英德市青塘镇，于桥头镇鱼梁头以北汇入滃江。河长49千米，河道比降5.97‰，流域面积325平方千米。